# Okres Ungheni
Ungheni je okres v západním Moldavsku. Žije zde okolo 110 tisíc obyvatel a jeho sídlem je město Ungheni. Na západě sousedí s Rumunskem, na severu s okresem Fălești a s okresem Sîngerei, na východě s okresem Telenești a na jihu s okresem Călărași a s okresem Nisporeni. Okresem vede hlavní železniční a silniční trasa spojující moldavský Kišiněv s rumunskými Jasy.
V okrese Ungheni se nachází Dealul Bălănești, nejvyšší kopec celého Moldavska.